# Општина Унешић
Општина Унешић се налази у Далмацији у саставу Шибенско-книнске жупаније, Република Хрватска. Сједиште општине је Унешић.

## Географија
Општина се налази у југоисточном дијелу Шибенско-книнске жупаније. На сјеверу се налази град Дрниш и општина Ружић, западно је град Шибеник, а јужно и источно је Сплитско-далматинска жупанија.

## Историја
До територијалне реорганизације у Хрватској насеља општине су се налазила у саставу бивше велике општине Дрниш.

## Насељена мјеста
Општину чине насеља:
| - Висока - Горње Виново - Горње Плањане - Горње Уторе - Доње Виново - Доње Плањане - Доње Уторе - Копрно | - Љубостиње - Мирловић Загора - Невест - Острогашица - Подумци - Унешић - Цера - Чврљево |

## Становништво
Према попису становништва из 2001. године, у општини Унешић је било 2.160 становника. Општина Унешић је према попису становништва из 2011. године имала 1.686 становника.

### Попис2011.
На попису становништва 2011. године, општина Унешић је имала 1.686 становника, следећег националног састава:
| Попис 2011.‍   | Попис 2011.‍ | Попис 2011.‍ | Попис 2011.‍ | Попис 2011.‍ |
| ------------- | ----------- | ----------- | ----------- | ----------- |
|               |             |             |             |             |
| Хрвати        | Хрвати      |             | 1.681       | 99,70%      |
| остали        | остали      |             | 5           | 0,30%       |
| укупно: 1.686 |             |             |             |             |